# أساطير بابلية

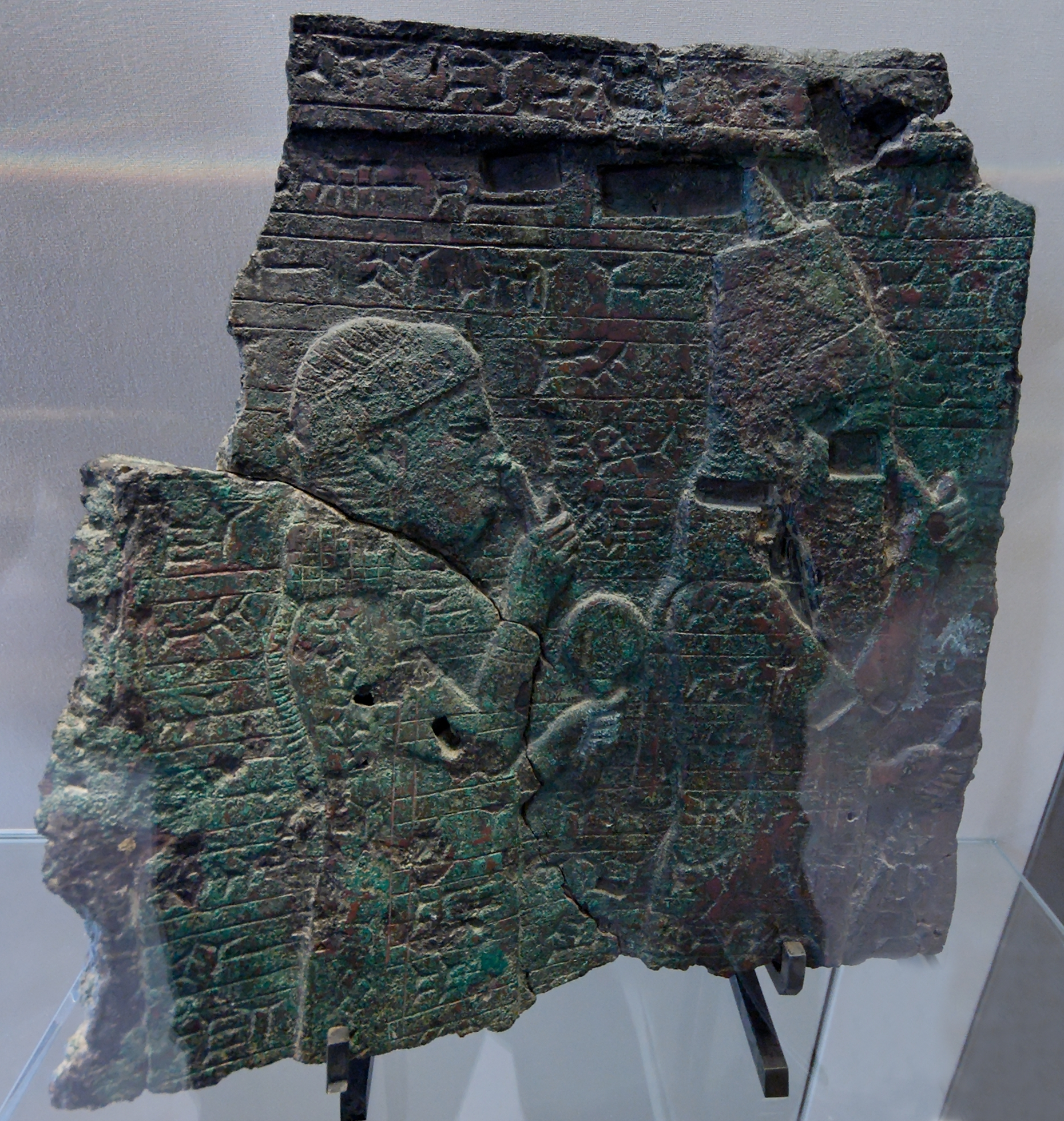
صورة او كتابه طينه تضهر العبد امام "ربـة"

الديانة البابلية هي الممارسات الدينية في مدينة بابل. تأثرت الميثولوجيا البابلية بصورة كبيرة بالسومريون، وكتبت على ألواح طينية منقوشة بالخط المسماري المشتق من المسمارية السومرية. تُكتَب الأساطير عادةً باللغة السومرية أو الأكدية. كانت بعض النصوص البابلية ترجمات للأكدية من اللغة السومرية للنصوص السابقة، على الرغم من تغيير أسماء بعض الآلهة.
يُعتَقَد ان بعض قصص التناخ مستندة على، مستوحاة، أو متأثرة بميثولوجيا الشرق الأدنى.

## الأساطير والكونيات
الأساطير البابلية هي مجموعة من القصص تصور أفعال الآلهة البابلية والأبطال والمخلوقات الأسطورية. خدمت هذه القصص العديد من الأغراض الاجتماعية والسياسية والشعائرية، وفي أوقات حاولت تفسير الظواهر الطبيعية.
تأثرت الأساطير البابلية بالديانة السومرية بصورة كبيرة، وتمت كتابتها على ألواح طينية منقوشة بالخط المسماري ومشتقة من المسمارية السومرية. تكتب الأساطير عادةً باللغة المسمارية والأكدية. وكانت بعض النصوص البابلية ترجمات للأكدية من اللغة السومرية للنصوص السابقة، على الرغم من تغيير أسماء بعض الآلهة في النصوص البابلية.
كانت العديد من الآلهة، الأساطير والكتابات الدينية البابلية فريدة لهذه الثقافة؛ على سبيل المثال، استبدل الإله البابلي الفريد مردوخ، إنليل، بصفته رئيساً لمجمع الآلهة الأسطوري. كانت أسطورة الخلق «إينوما إيليش» عملاً بابلياً أصلياً.
تصف الأجزاء اللوحية من العصر البابلي الحديث سلسلة من أيام المهرجانات التي تحتفل بالعام الجديد. يبدأ المهرجان في اليوم الأول من الشهر البابلي (نيسانو) والموافق شهر أبريل/مايو في التقويم الميلادي. يحتفل هذا المهرجان بإعادة خلق الأرض، والمستوحى من قصة الخلق إينوما إيليش والتي مركزها الإله مردوخ.

## أهمية الأصنام
في الديانة البابلية، كان الحرص على الطقوس وعبادة تماثيل الآلهة من الأمور المقدسة؛ كانت الآلهة تسكن في تماثيلها في المعابد في نفس الوقت الذي تملك فيه قواها الطبيعية. ظهر احتفال متقن لغسل أفواه التماثيل في وقت ما في العصر البابلي القديم.
كان نهب أو تدمير الأصنام هو بمثابة فقدان للرعاية الإلهية؛ خلال العصر البابلي الحديث، هرب الملك الكلداني مردوخ ابلا ادينا الثاني إلى الأهوار الجنوبية لبلاد ما بين النهرين مع تماثيل الآلهة البابلية لإنقاذها من جيوش سنحاريب الآشوري.